# Otto Penner
Otto Penner (* 1845:323; † 16. September 1900) war ein deutscher Baumeister und Architekt, der vor allem in seiner Heimatstadt Bonn wirkte.

## Leben und Wirken
Über Otto Penner sind nur wenige grundlegende Angaben bekannt.:192 Sein erstes Büro als Architekt bzw. Baumeister in Bonn befand sich an der Coblenzerstraße 118 (Stand: 1875), während er selbst in Poppelsdorf wohnhaft war (Stand: 1879). 1879 errichtete er für sich ein nach eigenem Entwurf ausgeführtes Wohnhaus in der Bonner Südstadt (Arndtstraße 21).:39:192 Er ist als Architekt von 13 zumeist in geschlossener Bauweise entstandenen Wohnhäusern in der Südstadt bekannt. Zu seinen bedeutendsten Werken zählen der umfassende Umbau der als Amtssitz des Bundespräsidenten bekannt gewordenen heutigen Villa Hammerschmidt in den Jahren 1877 und 1878, den er nach einem Entwurf Ludwig Bohnstedts für Leopold Koenig ausführte, sowie das für dessen Sohn Alexander Koenig von 1898 bis 1900 als Anbau an seine Villa errichtete Ornithologische Museum (heute Museum Koenig).
Penner war seit dem 7. Dezember 1892 Mitglied der Bonner Freimaurerloge Friedrich Wilhelm zum eisernen Kreuz.
Familie
Penner war zweimal verheiratet.:192 Die erste Ehe schloss er am 26. Februar 1878 mit der aus Köln gebürtigen Matthilde (* 1857). Sie brachte zwei Kinder hervor; Matthilde starb nach der Geburt des zweiten Kindes am 12. Juni 1880.:322

## Werk

### Bauten in Bonn
- Karte mit allen Koordinaten:
- OSM |
- WikiMap

| 1877–1878 | Gronau       | Adenauerallee 135 Lage                           | weitere Bilder | Villa Koenig (später Hammerschmidt)                       | Umbau: Ausführung (Bauherr: Leopold Koenig):270–272   | seit 1950 Amtssitz des Bundespräsidenten; Denkmalschutz     |
| 1879/1880 | Gronau       | Arndtstraße 21 Lage                              | weitere Bilder | Wohnhaus                                                  | Neubau (Bauherr: Otto Penner):39:192                  | Denkmalschutz                                               |
| 1882      | Gronau       | Coblenzerstraße 103                              |                | Villa Eversmann: Stall- und Remisengebäude:107–115        | Neubau:111                                            | 1905 abgebrochen:112                                        |
| 1887/1888 | Südstadt     | Coblenzerstraße 81                               |                | Porzellan-Fabrik Franz Anton Mehlem:116–134               | Fabrikfassade: Ausführung:117, 119                    | 1937 abgebrochen                                            |
| 1888      | Südstadt     | Coblenzerstraße 37                               |                | Villa (erbaut 1841):60–64                                 | Um-/Anbau:60–64                                       | später Lese- und Erholungsgesellschaft:60–64                |
| 1889      | Südstadt     | Argelanderstraße 1 / Poppelsdorfer Allee 51 Lage |                | Doppelvilla (Stadtpalais)                                 | Neubau                                                | Denkmalschutz                                               |
| 1890–1896 | Poppelsdorf  | Kirschallee 1–3 Lage                             | weitere Bilder | Hauptgebäude der Schreibwaren-Fabrik Friedrich Soennecken | Neubau                                                | heute Universitätsinstitute                                 |
| 1890/1891 | Südstadt     | Lennéstraße 35–37 Lage                           | weitere Bilder | Doppelwohnhaus                                            | Neubau                                                | Denkmalschutz                                               |
| 1891      | Südstadt     | Goethestraße 27 Lage                             |                | Wohnhaus                                                  | Neubau                                                | Denkmalschutz                                               |
| 1891–1892 | Gronau       | Coblenzerstraße 83                               |                | Villa Zitelmann:154–158                                   | Anbau, Abschlussgitter (Bauherr: Ernst Zitelmann):156 | 1953/54 abgebrochen:157                                     |
| 1892      | Südstadt     | Kaiserstraße 73 Lage                             |                | Wohnhaus                                                  | Neubau                                                | Denkmalschutz                                               |
| 1892–1893 | Gronau       | Coblenzerstraße 99                               |                | Villa: Palmenhaus:173–199                                 | Neubau:177 f.                                         | 1952 abgebrochen:182                                        |
| 1894      | Bonn-Zentrum | Bahnhofstraße 11                                 |                | Geschäftshaus                                             | Neubau                                                | nicht erhalten                                              |
| 1894      | Beuel-Mitte  | Siegfried-Leopold-Straße / Neustraße Lage        | weitere Bilder | Evangelische Versöhnungskirche                            | Neubau                                                |                                                             |
| 1895      | Gronau       | Adenauerallee 124 Lage                           | weitere Bilder | Wohngebäude                                               | Neubau                                                | Denkmalschutz; 1957–1999 Kanzlei der Botschaft von Südkorea |
| 1896–1897 | Gronau       | Raiffeisenstraße 3 Lage                          | weitere Bilder | Villa Heckmann                                            | Neubau: Ausführung (Entwurf: Hugo Licht):54–60        | Denkmalschutz                                               |
| 1897      | Südstadt     | Goebenstraße 32–34 Lage                          |                | Evangelisch-theologisches Studienhaus                     | Neubau                                                | Denkmalschutz                                               |
| 1898      | Gronau       | Weberstraße 29 Lage                              |                | Wohnhaus                                                  | Neubau                                                | Denkmalschutz                                               |
| 1898      | Gronau       | Coblenzerstraße 103                              |                | Villa von Woyna:107–115                                   | Anbau (Bauherrin: Witwe Wilhelm von Woynas):111 f.    | nur teilweise ausgeführt; 1905 abgebrochen:112              |
| 1898–1900 | Gronau       | Adenauerallee 162–164 Lage                       |                | Ornithologisches Museum                                   | Neubau (Bauherr: Alexander Koenig)                    | heute Teil des „Museum Koenig“; Denkmalschutz               |

Nicht ausgeführte Entwürfe:
- 1896: Bonn, Ortsteil Gronau, Adenauerallee 89b, Villa Schumm[1]:60–64, 90